# آئودی تیپ پی
آئودی تیپ پی (انگلیسی: Audi Type P)
یک اتومبیل سدان کوچک دو در بود که توسط آئودی در سال ۱۹۳۱ معرفی شد. تولید این خودرو در سال ۱۹۳۲ متوقف شد. موتور این خودرو یک موتور ۱۱۰۰ سی‌سی ۴ سیلندر خطی بود که با پژو ۲۰۱ مشترک بود.